# Фридрих (Саксония-Вайсенфелс-Даме)
Вижте пояснителната страница за други личности с името Фридрих.
Фридрих фон Саксония-Вайсенфелс (на немски: Friedrich von Sachsen-Weißenfels; * 20 ноември 1673, Хале; † 16 април 1715, Даме) от рода на Албертинските Ветини, е херцог на Саксония-Вайсенфелс-Даме (1711 – 1715) и генерал-лейтенант на Курфюрство Саксония.

## Живот
Той е шестият син и първият син на херцог Август фон Саксония-Вайсенфелс (1614 – 1680) и втората му съпруга Йохана Валпургис фон Лайнинген-Вестербург (1647 – 1687), дъщеря на граф Георг Вилхелм фон Лайнинген-Вестербург и София Елизабет от Липе-Детмолд.
Фридрих започва на 14 години военна кариера и повечето време е в курсаксонския двор в Дрезден. От племенника му херцог Йохан Георг фон Саксония-Вайсенфелс той получава Даме в Княжество Саксония-Кверфурт и така основава своя странична линия на Вайсенфелсите.
Фридрих се жени на 13 февруари 1711 г. във Фюрстлих Дрена за Емилия Агнес Ройс фон Шлайц (11 август 1667 – 15 октомври 1729), имперска графиня-вдовица фон Промнитц-Плес на граф Балтазар Ердман фон Промниц (1656 – 1703), дъщеря на граф Хайнрих I фон Ройс-Шлайц и първата му съпруга Естер фон Хардег, дъщеря на граф Юлиус III фон Хардег. Бракът е бездетен. Неговият доведен син граф Ердман II фон Промниц (1683 – 1745) и племенницата му Анна Мария фон Саксония-Вайсенфелс (1683 – 1731), дъщеря на полубрат му херцог Йохан Адолф I, се женят още през 1705 г.
От 1711 г. той строи дворец Даме, но умира преди завършването му на 41-годишна възраст. Неговата вдовица Емилия Агнес обаче започва да живее в двореца. Фридрих е погребан в оловен ковчег в дворцовата църква на дворец Ной-Августусбург във Вайсенфелс.